# Mineola (Texas)
Mineola is een plaats (city) in de Amerikaanse staat Texas, en valt bestuurlijk gezien onder Wood County.

## Demografie
Bij de volkstelling in 2000 werd het aantal inwoners vastgesteld op 4550.
In 2006 is het aantal inwoners door het United States Census Bureau geschat op 5091, een stijging van 541 (11.9%).

## Geografie
Volgens het United States Census Bureau beslaat de plaats een oppervlakte van
13,8 km², waarvan 13,7 km² land en 0,1 km² water. Mineola ligt op ongeveer 127 m boven zeeniveau.

## Plaatsen in de nabije omgeving
De onderstaande figuur toont nabijgelegen plaatsen in een straal van 24 km rond Mineola.

## Geboren
- Noble Willingham (1931-2004), acteur
- Willie Brown (1934), politicus
- Mack Tuck (1975), basketballer